# Forever Young Concert in つま恋 2006
『Forever Young Concert in つま恋 2006』(フォーエバーヤングコンサートインつまごいにせんろく)とは、2006年9月23日にヤマハリゾートつま恋で行われた野外ライブ「吉田拓郎 & かぐや姫 Concert in つま恋 2006」を収録した映像作品である。
2006年12月20日にインペリアル・レコードから発売された。

## 解説
1975年の「吉田拓郎・かぐや姫 コンサート インつま恋」から31年後の2006年9月23日につま恋で行われた吉田拓郎・かぐや姫の野外コンサートを特別編集でDVD化した作品。
ライブだけでなく、都内でのリハーサル風景や本番直前のつま恋合宿風景、本番のバックステージなどの映像素材も収録されている。
またカメラマン田村仁によるオフショット写真やコンサートの中の写真もDVDの中にフォトギャラリーとして収録。
2013年現在、吉田拓郎の楽曲のみiTunes等音楽サイトでネット配信されている。
2014年2月19日、Blu-ray Discで発売された。BDにはNHK「ハイビジョン特集 今日までそして明日から 吉田拓郎・35000人の同窓会」(2006年12月29日放送)の特別編集映像も収録されている。

## 収録曲

### Disc1
第1部 吉田拓郎BAND
1. オープニング～旧友再会フォーエバーヤング (with かぐや姫)
2. ペニーレーンでバーボン
3. 海を泳ぐ男
4. 消えていくもの
5. 生きていなけりゃ
6. イメージの詩 （Edit Ver.）

第2部 かぐや姫 with SEO BAND
1. 妹
2. 遙かなる想い
3. 黄色い船
4. アビーロードの街
5. 好きだった人
6. けれど生きている
7. ペテン師
8. センセーショナルバンド
9. マキシーのために
10. なごり雪
11. お前が大きくなった時

ドキュメントPart-1

### Disc2
第3部 吉田拓郎 with SEO BAND
1. シンシア（スペシャルゲスト・ムッシュかまやつ）
2. 我が良き友よ（スペシャルゲスト・ムッシュかまやつ）
3. ファイト！（Edit Ver.）

第4部 かぐや姫
1. 僕の胸でおやすみ
2. 赤ちょうちん
3. おはようおやすみ日曜日
4. 今はちがう季節
5. きっぷ
6. じんじろ橋
7. 眼をとじて
8. うちのおとうさん
9. ひとりきり（スペシャルゲスト・石川鷹彦）
10. 22才の別れ（スペシャルゲスト・石川鷹彦）
11. あの人の手紙（スペシャルゲスト・石川鷹彦）
12. おもかげ色の空（スペシャルゲスト・石川鷹彦）

ドキュメントPart-2

### Disc3
第5部 吉田拓郎 with SEO BAND
1. この指とまれ
2. ビートルズが教えてくれた
3. 言葉
4. 永遠の嘘をついてくれ（スペシャルゲスト・中島みゆき）
5. 外は白い雪の夜
6. 春だったね
7. 落陽
8. a day
9. 今日までそして明日から
10. 神田川（かぐや姫)
11. 聖なる場所に祝福を

ドキュメントPart-3
Photo Gallery

## 参加アーティスト
吉田拓郎
かぐや姫
- 南こうせつ
- 伊勢正三
- 山田パンダ

スペシャルゲスト
- ムッシュかまやつ
- 石川鷹彦
- 中島みゆき

バックバンド
- 瀬尾一三
- 島村英二
- 富倉安生
- 土方隆行
- 古川望
- エルトン永田
- 佐藤準
- 若子内悦郎
- 宮下文一
- 坪倉唯子
- 比山貴咏史
- 中村哲
- 清岡太郎
- 西村浩二
- 鈴木正則
- 伊能修
- 高橋洋子
- 丸山美里
- 武藤宏樹
- 氏川恵美子
- 牛山玲名
- 岩永知樹
- 友納真緒